# Johann Christian Siebenkees

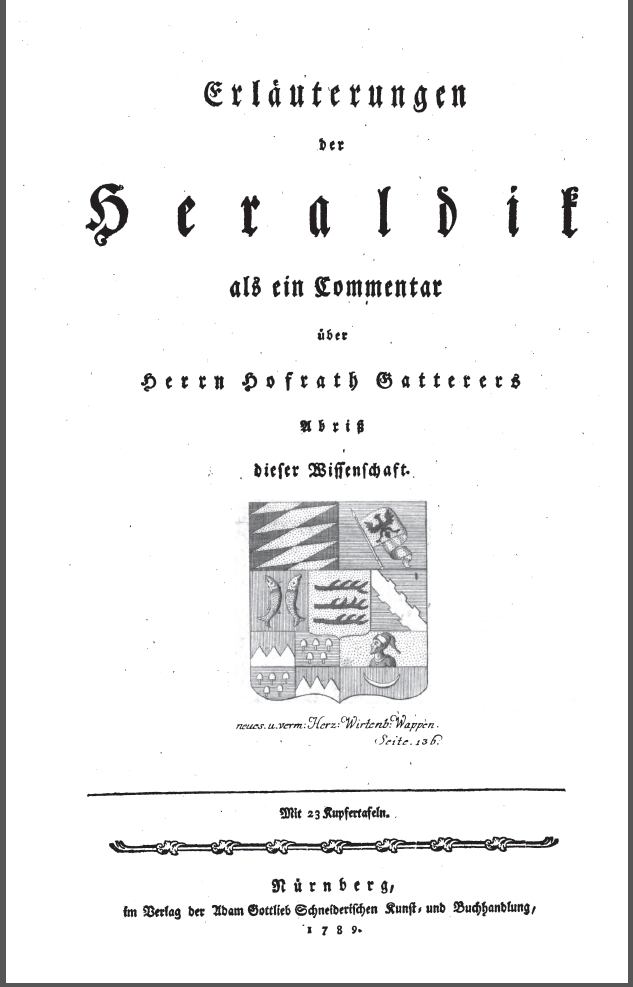
Heraldikai művének címlapja

Johann Christian Siebenkees (Wöhrd (ma Nürnberg része), 1753. augusztus 20. – Nürnberg, 1841. november 22.) jogász, szakíró és heraldikai író, Johann Philipp Siebenkees, német filozófus unokatestvére.

## Életrajza
Apja sókereskedő volt Nürnberg mellett. 1770-ben az altorfi egyetemen tanult. 1793-ban jogi tanulmányai folytatására Göttingenbe ment. Itt két évig volt Gatterer egyik fiának a nevelője. 1776 áprilisában visszatért Altorfba, ahol a jogtudomány tanára lett. Az év novemberében egy udvari junker társaságában felső- és alsó-szászországi utazást tett.
Tudományos munkásságát a De studio chronologico Juris, praesertim Germanici című művel kezdte, majd a következő évben megírta doktori disszertációját, De capitibus quibusdam successionis conjugum ab intestato (1777) címmel. Spieß halála után a természet-, a magán-, majd valamivel később az állam- és a feudális jog rendes egyetemi tanárává nevezték ki. 1795-től az egyetem első egyházjogi professzora lett, majd 1806-tól történelmi előadásokat is tartott. Többször volt az egyetemi kar dékánja és betöltötte a rector magnificus hivatalát is. Ezt követően Landshutban volt az irodalomtudomány professzora, valamint az egyetemi könyvtár vezetője. Ötvenévi tanítás után megkapta a bajor udvari titkos tanácsosi címet. Nyugdíjba vonult és élete hátralevő részét Nürnbergben töltötte.
A jog-, nyelv- és irodalomtudomány elismert szaktekintélye volt. Sokat publikált jogi és történeti folyóiratokban. Foglalkozott heraldikával is. Gatterer alapján tárgyalta a címertant, de a szerkezeti szemlélet mellett nagy fontosságot tulajdonít a címerek szimbolikus jelentésének is.